# Колхидская веретеница
Колхидская веретеница (лат. Anguis colchica) — вид безногих ящериц семейства веретенициевые, ранее считавшийся подвидом ломкой веретеницы.

## Внешний вид
Относительно крупная безногая ящерица с длиной тела до 27 см. Хвост немного короче, до 18 см, хотя часто отбрасывается, из-за чего выглядит обрубленным. Туловище покрыто гладкой рыбообразной чешуёй, расположенной в 20—29 продольных рядов вокруг середины туловища. Слуховое отверстие не больше ноздри, иногда не выражено. Межчелюстной щиток широко касается лобоносового, который может разделять предлобные щитки. Чаще предлобные контактируют друг с другом или соприкасаются в одной точке. Межтеменной щиток широкий и касается лобного.
Молодые особи сверху серебристо-белые или золотисто-кремовые, с 1—2 тёмными продольными полосами. Светлый верх чётко контрастирует с тёмными боками и брюхом. С возрастом окраска меняется. Взрослые ящерицы имеют коричневую или тёмно-серую спину с бронзовым отливом и несколько более светлые бока и брюхо. В окраске веретениц выражен половой диморфизм: у взрослых самцов на спине проходит два ряда голубых или тёмно-бурых пятен.

### Отличия от сходных видов
Надёжно отличить колхидскую веретеницу от ломкой можно лишь с помощью молекулярно-генетических методов. Однако известно, что для центральноевропейских популяций существуют статистически значимые отличия в чистоте проявления следующих признаков:
| Ломкая веретеница                          | Колхидская веретеница                   |
| ------------------------------------------ | --------------------------------------- |
| Ушные отверстия чаще неразличимы           | Ушные отверстия чаще хорошо выражены    |
| Предлобные щитки чаще широко соприкасаются | Предлобные щитки чаще разделены         |
| Вокруг середины тела 24—28 рядов щитков    | Вокруг середины тела 26—31 рядов щитков |

## Распространение
Обитает в Восточной Европе и Западной Азии от Финляндии, Латвии, Польши, Чехии, Словакии и северо-восточных Балкан до Турции и Ирана на юго-востоке и Западной Сибири.
В России обитает от лесной зоны европейской части до Полярного круга на севере и левобережья реки Тобол на востоке.

## Образ жизни

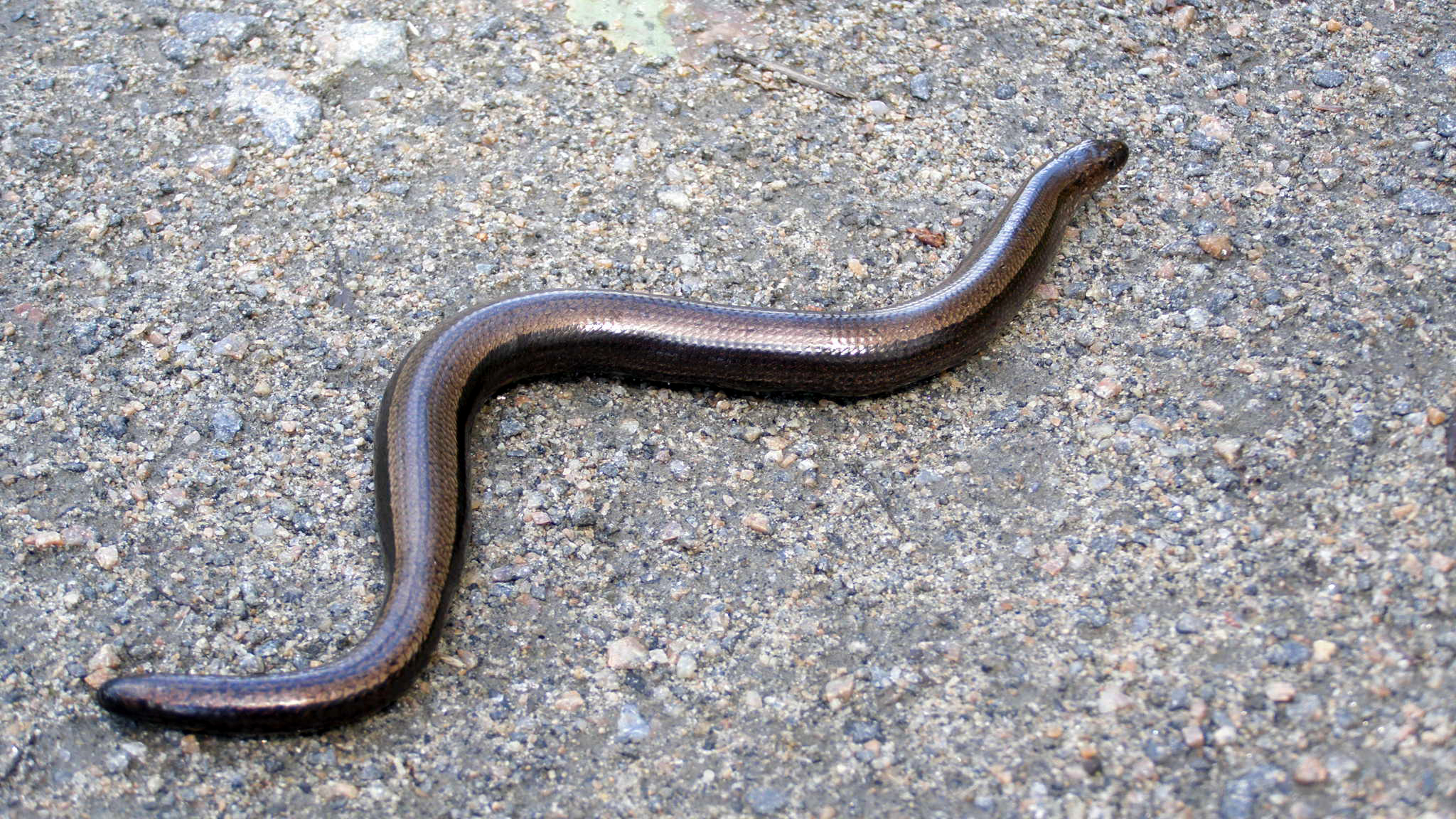
Колхидская веретеница с отброшенным хвостом

Обитает в широколиственных и смешанных лесах. Иногда встречается на окраинах полей и лугов и в садах. Ведёт скрытный образ жизни. Большую часть жизни проводит под стволами упавших деревьев, в гнилых пнях, в лесной подстилке и норах животных. На поверхность выходит редко, лишь в сырую погоду. Зимовка длится с сентября по середину марта — первую половину мая и проходит в норах животных, у корней деревьев и в других подобных местах, где может скапливаться до нескольких десятков особей. Питаются различными беспозвоночными: дождевыми червями, моллюсками, многоножками, мокрицами и насекомыми.
Яйцеживородящий вид. Беременность длится около 3 месяцев. Во второй половине лета самки рождают 5—26 (как правило 8—12) детёнышей длиной тела 3,8—5 см и массой тела 0,4—0,6 г.

## Природоохранный статус
Как ломкая веретеница занесена в Красные книги Архангельской, Брянской, Вологодской, Воронежской, Ивановской, Калужской, Костромской, Липецкой, Московской, Новгородской, Оренбургской, Орловской, Псковской, Рязанской, Саратовской, Свердловской, Смоленской, Тамбовской, Тверской, Тульской, Тюменской и Челябинской областей, а также в Красные книги Санкт-Петербурга, Москвы, Башкортостана, Татарстана, Чувашии и Ставропольского края.

## Таксономия
Впервые колхидская веретеница была описана Александром фон Нордманом как подвид ломкой A. fragilis colchicus на основании наличия у неё голубых пятен на спине. Впоследствии валидность этого подвида подвергалась сомнению многими российскими и советскими герпетологами. В то же время европейские специалисты подвид признавали. Н. Н. Щербак и М. И. Щербань в своей монографии, посвящённой герпетофауне Украинских Карпат, отмечали, что признаки, используемые для выделения подвидов (наличие или отсутствие ушных отверстий, контактирующие или соприкасающиеся предлобные щитки), встречаются в разных популяциях веретениц с различной частотой и «здесь имеет место чётко выраженная клинальная изменчивость», и, следовательно, оснований для выделения западных и восточных популяций веретениц в качестве подвидов нет. В дальнейшем во многих изданиях указывалось, что таксономический статус колхидской веретеницы остаётся дискуссионным. 
В 2010 году выходит статья, в которой на основании результатов анализа мтДНК колхидской веретенице предлагается повысить таксономический статус до видового. Некоторые российские герпетологи отмечают, что с территории России, где находится около половины ареала колхидской веретеницы, для молекулярно-генетических исследований был использован лишь один экземпляр этой ящерицы — из Краснодарского края, что, по их мнению, делает спорным отнесение веретениц из остальной части России к данному виду.